# Nomenclatură
Nomenclatura reprezintă totalitatea termenilor întrebuințați într-un anumit domeniu de activitate, în cele mai multe cazuri organizați metodic. 